# Avenel
Avenel és una concentració de població designada pel cens dels Estats Units a l'estat de Nova Jersey. Segons el cens del 2000 tenia 17.552 habitants.

## Demografia
Segons el cens del 2000, Avenel tenia 17.552 habitants, 5.233 habitatges, i 3.799 famílies. La densitat de població era de 1.970 habitants/km².
Dels 5.233 habitatges en un 36,7% hi vivien nens de menys de 18 anys, en un 55,9% hi vivien parelles casades, en un 11,9% dones solteres, i en un 27,4% no eren unitats familiars. En el 21,6% dels habitatges hi vivien persones soles el 7,5% de les quals corresponia a persones de 65 anys o més que vivien soles. El nombre mitjà de persones vivint en cada habitatge era de 2,73 i el nombre mitjà de persones que vivien en cada família era de 3,23.
Per edats la població es repartia de la següent manera: un 20,8% tenia menys de 18 anys, un 6,8% entre 18 i 24, un 42,8% entre 25 i 44, un 21% de 45 a 60 i un 8,6% 65 anys o més.
L'edat mediana era de 36 anys. Per cada 100 dones de 18 o més anys hi havia 145,2 homes.
La renda mediana per habitatge era de 54.929 $ i la renda mediana per família de 61.029 $. Els homes tenien una renda mediana de 48.000 $ mentre que les dones 31.804 $. La renda per capita de la població era de 19.794 $. Aproximadament el 6,1% de les famílies i el 9,6% de la població estaven per davall del llindar de pobresa.

## Poblacions més properes
El següent diagrama mostra les poblacions més properes.